# تشريتو لازيالي
تشريتو لازيالي هي بلدة تقع في العاصمة روما في إيطاليا .

## السكان
في سنة 1871 بلغ عدد السكان 869 نسمة، وتطور العدد ليصل في سنة 2011 لـ 1٬192 نسمة.
يظهر هذا المخطط البياني تطور النمو السكاني لـ تشريتو لازيالي

## توأمة
لتشريتو لازيالي اتفاقيات توأمة مع:
- سيفريو